# 吉本斯維爾 (愛達荷州)
吉本斯維爾（英語：Gibbonsville）是位於美國愛達荷州萊姆哈伊縣的一個非建制地區。該地的面積和人口皆未知。

## 地理
吉本斯維爾的座標為45°33′20″N 113°55′23″W / 45.55556°N 113.92306°W，而該地的平均海拔高度為1390米（即4570英尺）。